# Bryodesma shakotanense
Bryodesma shakotanense là một loài dương xỉ trong họ Selaginellaceae. Loài này được Franch. ex Takeda Soják mô tả khoa học đầu tiên năm 1992.